# Dielsiocharis
Dielsiocharis es un género de plantas fanerógamas de la familia Brassicaceae. Comprende 2 especies descritas y   aceptadas.

## Taxonomía
El género fue descrito por Otto Eugen Schulz y publicado en Pflanzenr. IV. 105(Heft 86): 184. 1924.

## Especies aceptadas
A continuación se brinda un listado de las especies del género Dielsiocharis aceptadas hasta septiembre de 2013, ordenadas alfabéticamente. Para cada una se indica el nombre binomial seguido del autor, abreviado según las convenciones y usos.
- Dielsiocharis bactriana (Ovcz. & Junussov) Al-Shehbaz & Junussov
- Dielsiocharis kotschyi (Boiss.) O.E.Schulz